# Parque nacional Cumbres Barrington
El parque nacional Cumbres Barrington es un parque nacional situado en Nueva Gales del Sur (Australia) y ubicado a 205 km al norte de Sídney.

## Historia
Las Cumbres Barrington forman parte de la cordillera Monte Real y de la Gran Cordillera Divisoria, una cordillera que va desde el centro de Nueva Gales del Sur hasta el sur de Victoria. Las Cumbres Barrington son una altiplanicie entre dos de los más grandes picos de la cordillera. Se cree que el parque se ubica en un volcán extinto y que la cordillera está formada de una mezcla de rocas sedimentarias con una cumbre de granito. La erosión ha desgastado el granito y redondeado los cantos rodados de granito que se pueden observar en varias áreas del parque. Se estima que la edad geológica del parque es de entre 300 y 400 millones de años, mucho antes de que Australia se separara de Gondwana.
En 1969, el área entre el Monte Barrington, el Monte Real y las Cumbres Gloucester fue designada parque nacional. En 1986 se incluyó en la lista de la Organización de las Naciones Unidas para la Educación, la Ciencia y la Cultura (UNESCO) como Patrimonio de la Humanidad bajo la denominación conjunta Bosques húmedos Gondwana de Australia y posteriormente como área silvestre. Algunos de los ríos que fluyen de a través de la cordillera de Barrington han sido clasificados como ríos salvajes debido a la pureza de sus aguas y de su entorno. El pico más alto es el Monte Barrington que alcanza una altura de 1.556 metros (5.135 pies).

## Clima
El clima varía desde templado en las bajas altitudes a subalpino en las más altas elevaciones. Una temperatura récord de –17 °C se ha registrado a 1500 m sobre el nivel de mar. Las lluvias fluctúan entre 750 en el noroeste a más de 2000 mm en el sureste.

## Flora

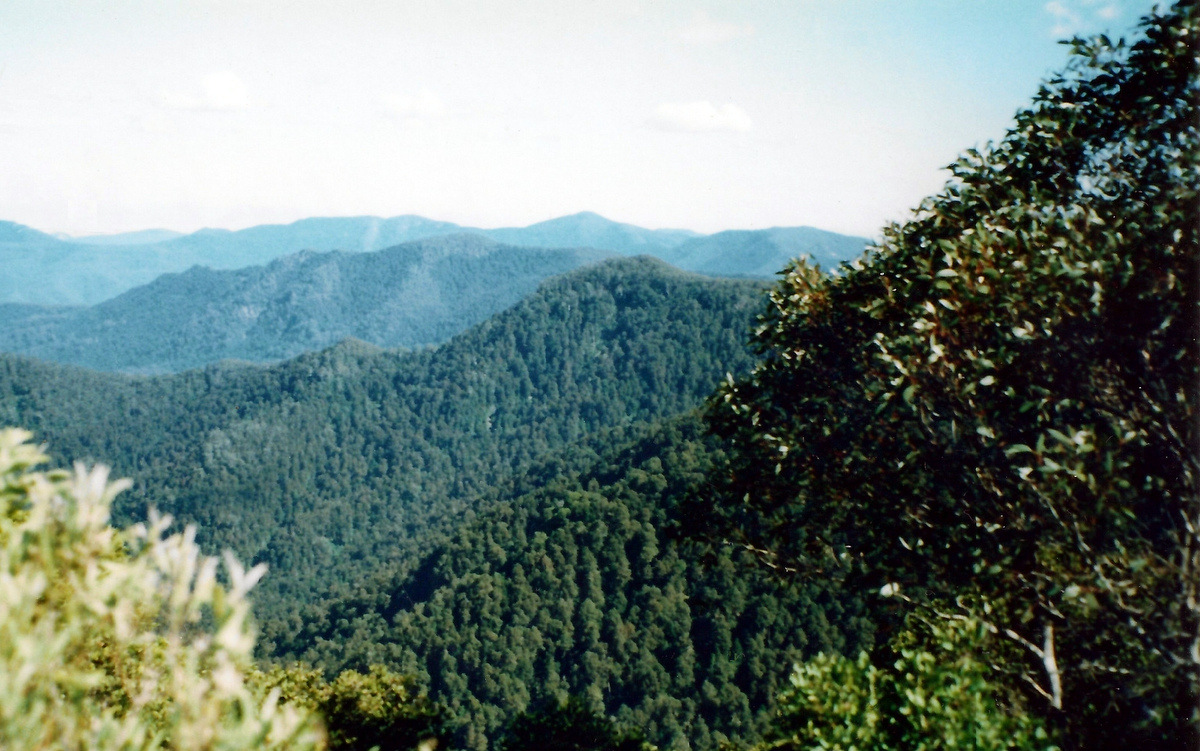
Vista desde el pico Careys, Parque Nacional Barrington Tops, Australia.

La ecología del parque nacional varía desde los bosques subtropicales en los barrancos a las regiones subalpinas y alpinas en los picos de las montañas. La nieve usualmente cae en los picos de las montañas cada año y ocasionalmente nieva lo suficiente para cerrar las carreteras. Las precipitaciones pueden exceder los 1500 mm al año.
Una gran variedad de plantas y animales residen en el parque y lo abrupto del terreno asegura que no sean disturbados por los humanos. La vida vegetal incluye una gran variedad de árboles de eucalipto incluyendo eucaliptos de nieve, y árboles de bosques como haya antártica australiana, helechos arbóreos, una gran variedad de musgos y helechos y varias plantas comestibles como la frambuesa australiana, la cereza nativa y el lilli pilli.

## Fauna
La lejanía e inaccesible de una gran parte del parque ha permitido que algunos de los animales más sensibles permanezcan sin disturbios por mucho tiempo. Un gran número de animales han sido catalogados en el parque incluyendo algunos que se pensaba que estaban extintos. Algunos de los animales divisados incluyen: búho ladrador y búho hollinoso, canguro gris oriental, ranas, pademelones, cacatúas, rosellas, cocaburras, murciélagos y equidnas. Animales tales como cuoles, ratas nativas y ornitorrincos son muy solitarios pero también pueden ser vistos. 

## Visitantes
Las Cumbres Barrington son un destino popular para el fin de semana desde Sídney y Newcastle. Numerosos caminos a pie y terrenos de campaña están dispersos en todo el parque. El parque también contiene caminos de grava bien mantenidos y delineados como también pistas para vehículos con tracción en las cuatro ruedas en las áreas menos visitadas. El parque está en mantenimiento por guardaparques que lo patrullan diariamente.

## Datos
- Área: 743 km²
- Coordenadas: 32°03′10″S 151°29′37″E / -32.05278, 151.49361
- Fecha de Creación: 3 de diciembre de 1969
- Administración: Servicio Para la Vida Salvaje y los Parques Nacionales de Nueva Gales del Sur
- Categoría IUCN: Ib